# Segue o Som
Segue o Som é o sexto álbum de estúdio da cantora e compositora brasileira Vanessa da Mata, lançado em 25 de março de 2014 pela Sony Music. Com produção assinada pela dupla Kassin e Liminha, "Segue o Som" traz 14 faixas no repertório, incluindo a regravação de "Sunshine On My Shoulders", de John Denver.

## Antecedentes e produção
O álbum foi gravado em 2012 originalmente para ser o sucessor de Bicicletas, Bolos e Outras Alegrias, mas com o convite que a cantora recebeu para fazer uma turnê e um álbum em tributo a Tom Jobim, o projeto foi adiado. Em 2013, a cantora voltou ao estúdio para refazer todas as músicas que já tinha gravado, além de incluir quatro músicas novas que haviam ficado de fora do projeto original.
O disco contém a primeira composição da cantora em inglês, "My Grandmother Told Me (Tchu Bee Doo Bee Doo)".
As fotos do encarte e capa do disco foram tiradas no Parque Lage, no Rio de Janeiro.

## Turnê e indicações
A turnê que promove o disco começou no dia 25 de abril de 2014 com um show no Circo Voador, famosa casa de shows no Rio de Janeiro. 
No final de setembro de 2014, o disco recebeu indicação ao Grammy Latino, na categoria Melhor Álbum Pop Contemporâneo em Língua Portuguesa e a faixa título na categoria Melhor Canção em Língua Portuguesa.

## Lista de Faixas
Créditos adaptados do encarte do álbum.
Todas as faixas escritas e compostas por Vanessa da Mata, exceto onde indicado. 
| N.º            | Título                                                   | Compositor(es)                     | Duração |  |
| 1.             | "Toda Humanidade Veio de uma Mulher"                     |                                    | 3:58    |  |
| 2.             | "Segue o Som"                                            |                                    | 3:20    |  |
| 3.             | "Não Sei Dizer Adeus"                                    |                                    | 4:40    |  |
| 4.             | "Ninguém É Igual a Ninguém (Desilusão)"                  |                                    | 3:59    |  |
| 5.             | "Homem Invisível no Mundo Invisível"                     |                                    | 2:58    |  |
| 6.             | "Homem Preto"                                            |                                    | 4:05    |  |
| 7.             | "Por Onde Ando Tenho Você"                               |                                    | 3:37    |  |
| 8.             | "My Grandmother Told Me (Tchu Bee Doo Bee Doo)"          |                                    | 3:35    |  |
| 9.             | "Desejos e Medos"                                        |                                    | 4:11    |  |
| 10.            | "Sunshine On My Shoulders"                               | John Denver Dick Kniss Mike Taylor | 4:28    |  |
| 11.            | "Rebola Nêga"                                            |                                    | 2:18    |  |
| 12.            | "Se o Presente Não Tem Você"                             |                                    | 3:13    |  |
| 13.            | "Um Sorriso Entre nós Dois"                              | V. da Mata Kassin Liminha          | 4:55    |  |
| 14.            | "Segue o Som" (Remix Leo Breanza e Miller) (faixa bônus) |                                    | 3:32    |  |
| Duração total: | Duração total:                                           | Duração total:                     | 52:49   |  |

## Singles
- O primeiro single do álbum é a faixa título "Segue o Som" foi lançado no dia 28 de janeiro de 2014. [6]
- Em 06 de Agosto de 2014, a cantora confirmou em seu Facebook oficial que "Ninguém É Igual A Ninguém" seria o segundo single do álbum. [7]
- O lyric video de "Por Onde Ando Tenho Você" foi feito com imagens gravadas pelos fãs no show de Vanessa no Circo Voador em abril de 2014 e lançado no YouTube da cantora em Setembro do mesmo ano. A canção tem sido tocada em diversas rádios. Em 05 de fevereiro de 2015, a cantora publicou em seu Facebook oficial um vídeo dizendo que está gravando um clipe para a canção, a ser lançado em breve, o que confirmou o lançamento da canção como single.

## Posições nas paradas
| Parada (2013)       | Melhores posições |
| ------------------- | ----------------- |
| Brasil PMB - Top CD | 6                 |

## Vendas e certificações
| País / Certificadora | Certificação | Vendas |
| -------------------- | ------------ | ------ |
| Brasil (PMB) - CD    | Ouro         | 50.000 |